# Ivo Raguž
Ivo Raguž (Barane, Stolac , 3. siječnja 1957.), hrvatski književnik, prosvjetni djelatnik i novinar iz Bosne i Hercegovine.

## Životopis
Rođen u Baranama kod Stoca. U Stocu završio osnovnu školu i gimnaziju. Pjesme piše još od srednjoškolskih dana. U Sarajevu zavržio Filozofski fakultet 1980. godine. Završio za profesora hrvatskog jezika i književnosti. Uz redoviti se posao više od 20 godina bavio novinarskim radom. Marljivo je zapisivao i raščlanjivao sva zbivanja u svome gradu i općini. Tijekom rata postao općinski dužnosnik. Od 1992. do 1995. bio je predstojnikom Odjela društvenih djelatnosti Općinskog vijeća Stolac. U dvama je mandatima, od 1995. do 2002., te od 2008. do 2009. obnašao dužnost ravnatelja Srednje škole Stolac. Pjesme i novinske tekstove objavljivao je u mnogim listovima i časopisima. Živi u Stocu.
Član je Društva hrvatskih književnika Herceg-Bosne.

## Djela
Objavljena djela:
- Sarajevske stranice (pjesme), Općinsko vijeće Stolac, 1988.
- Tijesni su mostovi naši (pjesme), Grafeks d.o.o. Mostar, Stolac, 2000.
- Stolačke st(r)anice (pjesme), Matica hrvatska, Stolac, 2015.